# Castello dell’Acqua
Castello dell’Acqua (lombardul: Castel) település Olaszországban, Sondrio megyében. Lakosainak száma 597 fő (2023. január 1.). Castello dell’Acqua Chiuro, Ponte in Valtellina és Teglio községekkel határos.

## Népesség
A település népességének változása:
| Lakosok száma | 635  | 629  | 597  |
|               | 2017 | 2018 | 2023 |